# Krzowiec
Krzowiec (niem. Neufließ) – osada w Polsce położona w województwie zachodniopomorskim, w powiecie choszczeńskim, w gminie Choszczno. W latach 1975–1998 miejscowość administracyjnie należała do województwa gorzowskiego. W roku 2007 osada liczyła 111 mieszkańców. Osada wchodzi w skład sołectwa Kołki.

## Geografia
Osada leży ok. 2,5 km na północny zachód od miejscowości Kołki.